# Анхинге
Анхинге (лат. Anhingidae) су монотипична породица птица која садржи само један род Anhinga. Анхинга је назив који употребљавају амазонски индијанци, док се у Северној Америци називају и водене ћурке.

## Опис
Осим наведених назива, ове птице понегде називају и птицама-змијама због необично савијеног врата. Личе на корморане, али имају дужи реп и прав и шиљат кљун. Овакав кљун користе као харпун при лову на рибе којима се хране.

## Станиште
Насељавају слатке и бочатне воде.

## Начин живота
Добро пливају, често уроњеног тела, тако да вире само глава и врат. Излазе на копно како би осушили перје.

## Ареал
Насељавају Америку, Африку и Мадагаскар, Азију и Аустралију. На другим континентима их нема.

## Врсте
Породица анхинге (Anhingidae):
- Анхинга или америчка анхинга

- Змијоврата[2] или индијска анхинга

- Афричка анхинга

- Аустралијска анхинга
